# Bårslövs kyrka
Bårslövs kyrka ligger i sydöstra delen av Bårslöv, någon mil öster om Helsingborg. Bårslöv var tidigare en egen församling, Bårslövs församling, men tillhör sedan 2010 Kvistofta församling i Lunds stift.

## Kyrkobyggnaden
Den vitkalkade kyrkan syns tydligt från motorvägen och ligger på Ekebyvägen i det gamla Bårslövs kyrkby.
På samma plats har det legat en kyrka sedan 1100-talet, men den nuvarande kyrkan invigdes 1858. Byggmästare var Anders Haf från Viken, som även utförde ritningarna utifrån det ombyggnadsförslag som Carl Georg Brunius framförde 1852. Av den gamla kyrkan återstår västgaveln från 1100-talet och tornet från 1400-talet.
Kyrkan är uppförd av gråsten och innehåller även rivningsmaterial i sandsten från den gamla kyrkan. Den är putsad och vitkalkad med tegeltak, förutom tornet och sakristian som har koppartak.
I augusti 1884 fick församlingen tillstånd att uppta ett lån på 3 000 kronor för reparation av kyrkan och anskaffande av en orgel.
1943 utfördes en omfattande renovering, då kyrkan bl.a. fick ny bänkinredning.

## Inventarier
- Altartavlan är en oljemålning utförd av Hugo Gehlin 1930 med titeln "Kristus välsignar barnen".
- En äldre altartavla, "Kristus på korset", finns kvar i söder. Den är signerad P. Löfstedt 1811.
- Predikstolen av ek är ett rikt skulpterat och målat renässansarbete från 1598, dekorerad med bl.a. kvinnofigurer föreställande dygderna.
- Kyrkans äldsta inventarie är ett triumfkrucifix av ek från andra hälften av 1400-talet.
- Dopfunten i kalksten är ritad av arkitekten Leon Nilsson.
- Dopfatet av mässing är tillverkat i Nederländerna i början av 1600-talet.
- Det finns en ljuskrona av malm från 1790-talet.
- Kyrkan har två klockor i malm, storklockan från 1762 och lillklockan från 1782.

### Orgel
- 1885 byggde Knud Olsen, Köpenhamn en orgel med 12 stämmor, två manualer och en bihangspedal. Den blev invigd söndagen 15 februari 1885.[2]
- Den nuvarande orgeln byggdes 1967 av A. Mårtenssons Orgelfabrik AB, Lund och är en mekanisk orgel. Orgeln har 15 stämmor.

| Huvudverk I     | Svällverk II      | Pedal            | Koppel |
| Principal 8'    | Gedackt 8´        | Subbas 16´       | I/P    |
| Rörflöjt 8'     | Principal 4'      | Gedacktpommer 8´ | II/P   |
| Oktava 4'       | Koppelflöjt 4'    | Koralbas 4'      | II/I   |
| Spetsflöjt 2'   | Kvintadena 2'     | Fagott 16'       |        |
| Mixtur 3-4 chor | Scharf 2 chor     |                  |        |
|                 | Skalmeja 8'       |                  |        |
|                 | Crescendosvällare |                  |        |

## Galleri
Invändigt kyrkan i september 2013:

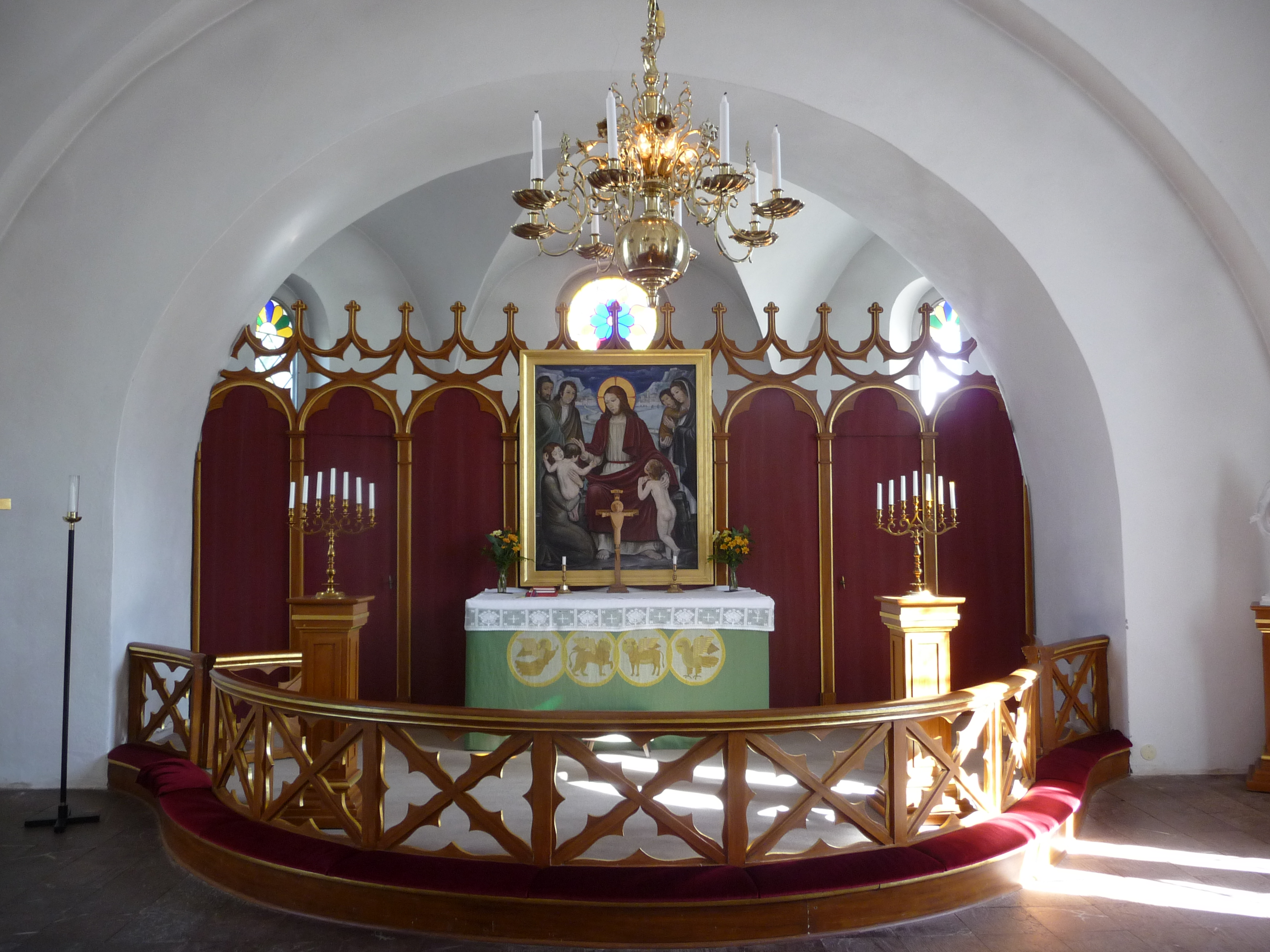
Altaret
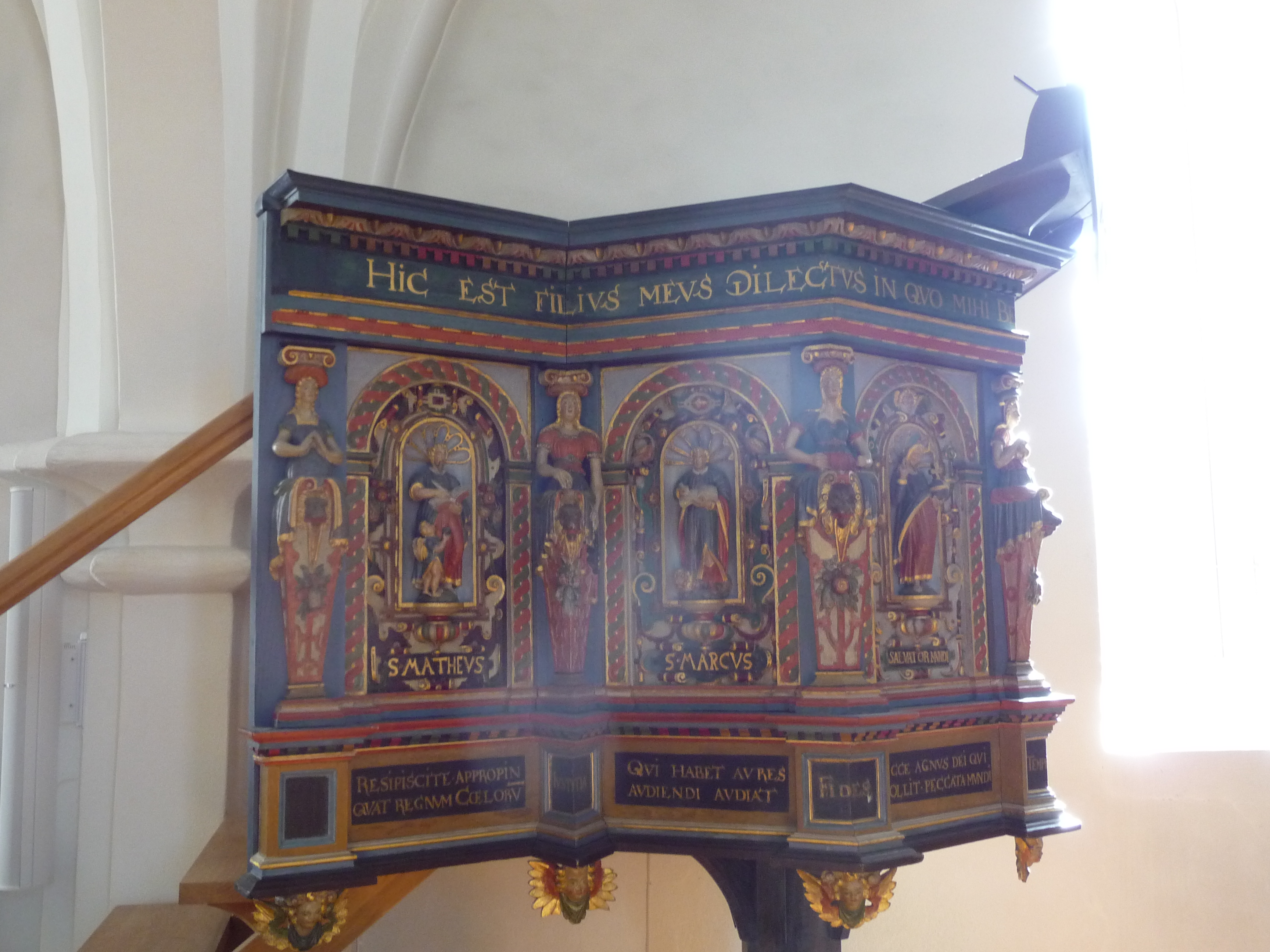
Predikstolen
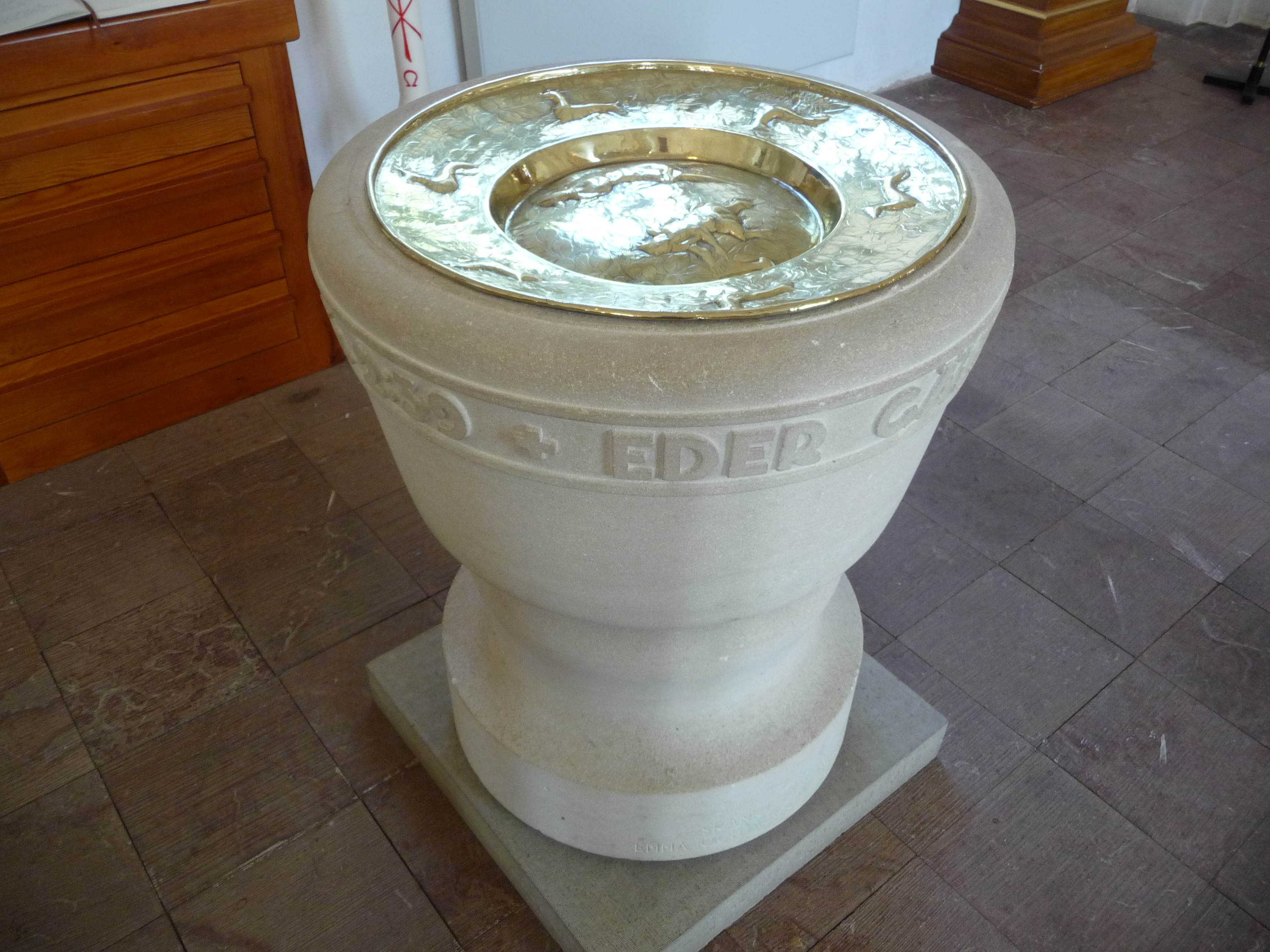
Dopfunten
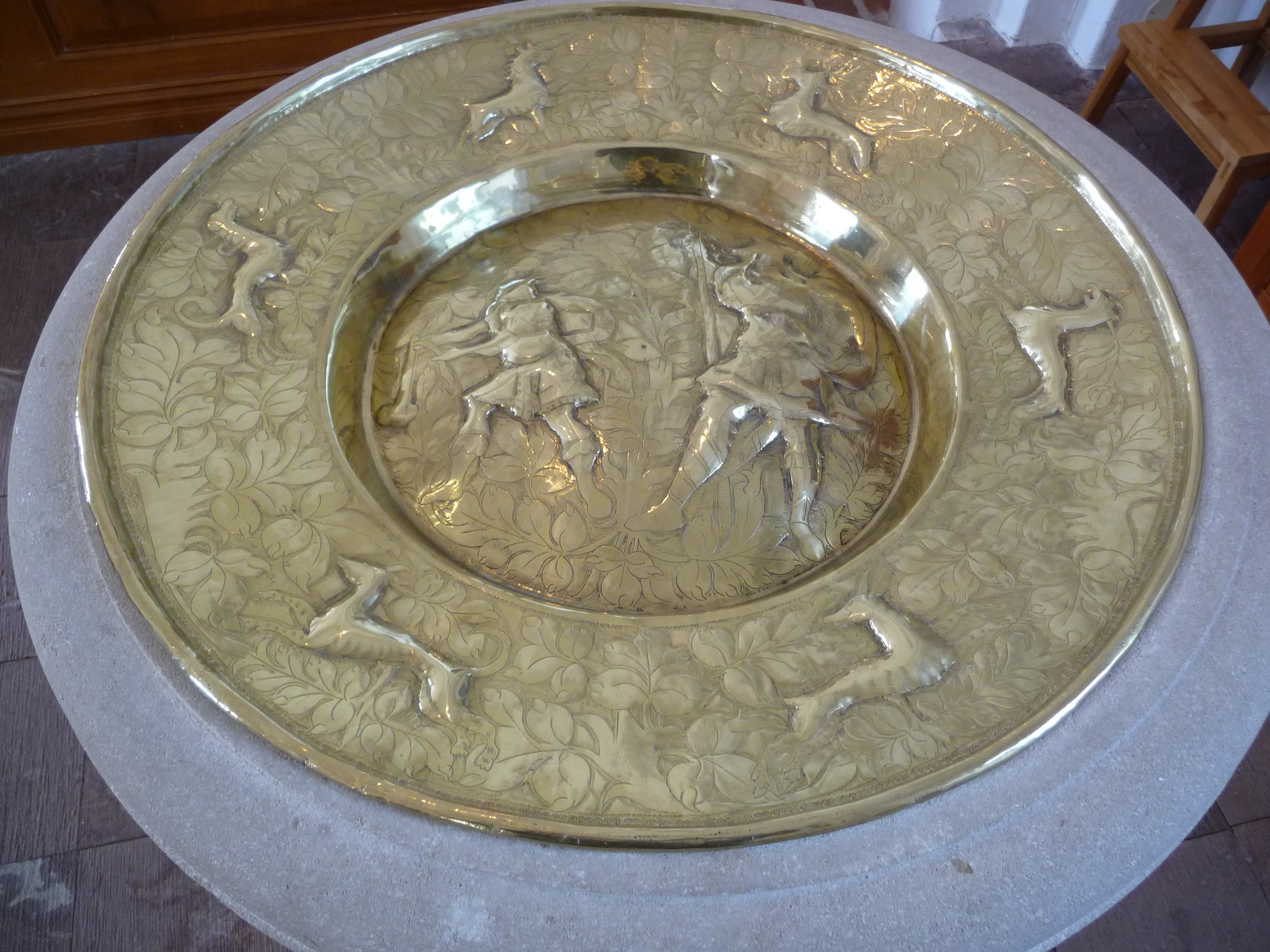
Dopfatet
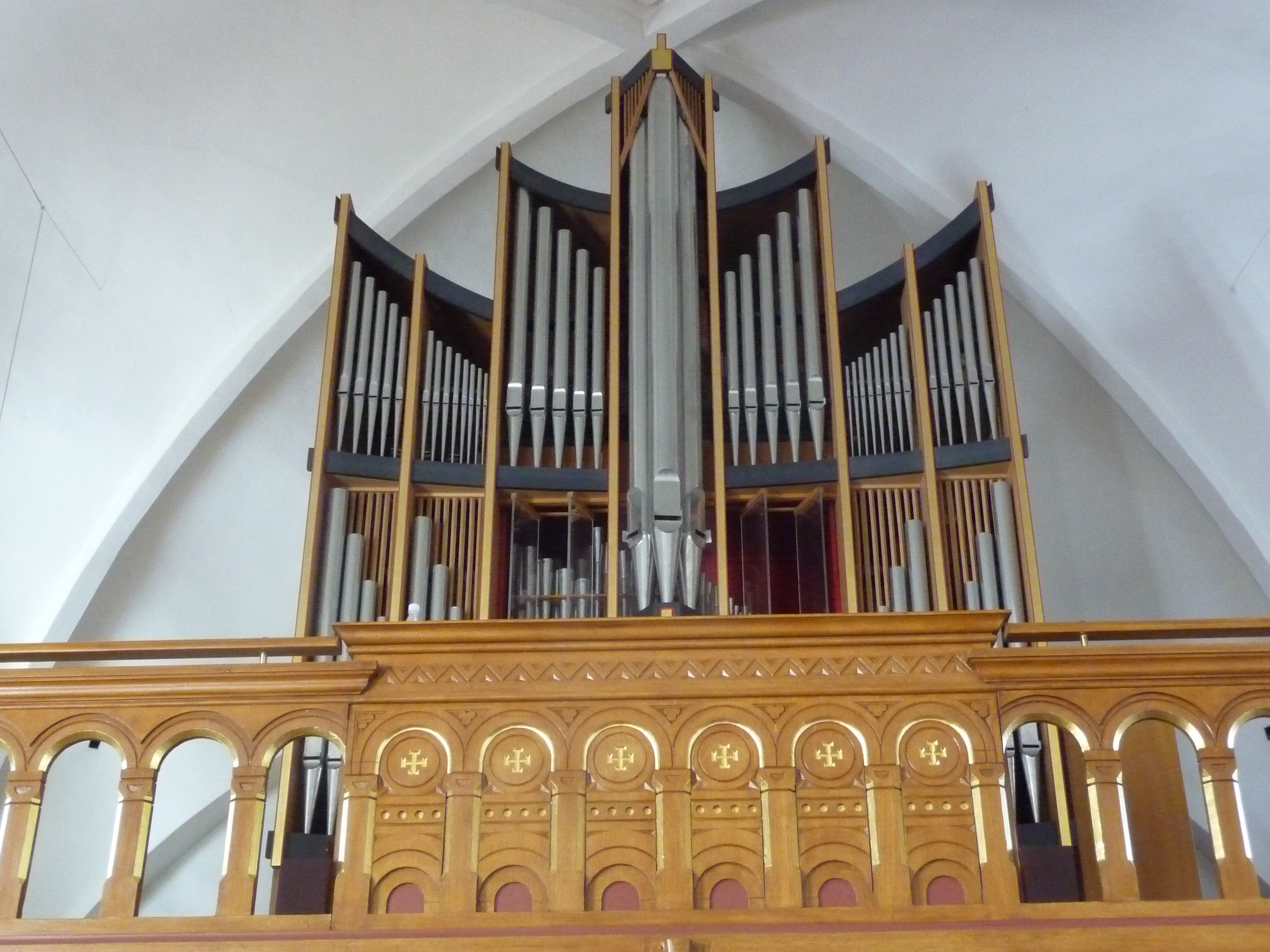
Orgeln